# 心利 (撒路的儿子)
心利（希伯來語：‎）是以色列人在旷野时期西缅支派一个宗族的首领撒路的儿子，在什亭，他参与了毗珥的异端，是米甸女子哥斯比的情人。心利公然藐视站在会幕门口的摩西，带回哥斯比，于是亚伦的孙子非尼哈用长矛刺死了他们二人。
现代的菲尼亚斯祭司（Phineas Priesthood）认为，非尼哈和心利的故事发出了杀死种族叛徒（race traitors）的命令；但是在民数记12章，米利暗批评摩西娶埃塞俄比亚女子，却受到耶和华的训诫。